# Ps (Unix)
Příkaz ps ve většině unixových systémů zobrazuje běžící procesy. Příbuzný nástroj top zobrazuje běžící procesy v reálném čase. Jaderná vlákna jsou vypisována v hranatých závorkách.

## Příklad
Výstup příkazu ps může vypadat například takto:
```
tux~# ps
  PID TTY          TIME CMD
 7431 pts/0    00:00:00 su
 7434 pts/0    00:00:00 bash
18585 pts/0    00:00:00 ps
```

Příkaz můžeme použít spolu s příkazem grep pro vypsání jen některých řádků výstupu:
```
tux~# ps -A | grep firefox-bin
11778 ?        02:40:08 firefox-bin
11779 ?        00:00:00 firefox-bin
```

## Přepínače
Příkaz ps má mnoho přepínačů. Na počítačích, které podporují standardy Single UNIX Specification a POSIX se používá kombinace voleb -ef, kde -e znamená všechny procesy a -f plný výstup (někdy se místo něj používá -l).
Na systémech odvozených z BSD jsou volby jiné (z historických důvodů). Typicky se používají volby aux, kde a vypisuje všechny procesy připojené k terminálu, volba 'x' zahrnuje procesy od terminálu odpojené a volba u zobrazuje u všech procesů uživatele, pod kterým je proces spuštěn. Všimněte si, že se vynechává znak spojovník (-), podle čehož příkaz ps může rozpoznat, jaký styl voleb chcete použít. Přidání w, případně ww nebo www vypíše delší nebo úplný příkaz včetně parametrů, jak byl program spuštěn.

### Formát zobrazení
Změna formátu zobrazení se provádí přepínačem -o (nebo o či --format, je to to samé) za kterým následuje čárkami oddělený seznam sloupců, které si uživatel přeje zobrazit:
```
 $ ~: ps -a -o pid,ppid,state,command
  PID  PPID S COMMAND
 8151  6401 S vim tables.rb
 8991  8452 S vim count.rb
10557 10147 S /usr/bin/ruby ./chars.rb
10884 10883 S man ps
10894 10884 S pager -s
10970 10961 R ps -a -o pid,ppid,state,command
```

Pak je možno použít přepínač -F, který zobrazuje velmi detailní informace, přepínač -O který funguje jako -o, ale má některé sloupce ze začátku nastavené (pid, format, state, tname, time, command nebo pid, format, tname, time, cmd)

### Jednoduchý výběr procesů
- -A, -e Vybere všechny procesy
- T Vybere všechny procesy které jsou spojeny s aktuálním terminálem
- r Omezí výběr jen na běžící procesy
- -N, --deselect Výběr všech procesů které neodpovídají pravidlům (neguje je)

### Výběr procesů
Za každým z těchto přepínačů se nachází čárkou nebo mezerou oddělený seznam hodnot
- -C Výběr podle jména příkazu
- -G Výběr podle RGID
- U Výběr podle UID efektivního uživatele (EUID) nebo jeho jména
- -U Výběr dle UID opravdového (real) uživatele nebo jeho jména
- p, -p, --pid Výběr podle ID procesu (PID)
- --ppid Výběr dle ID procesu rodiče (PPID)
- 123 odpovídá --pid 123